# The Brigand
The Brigand is een Amerikaanse avonturenfilm uit 1952 onder regie van Phil Karlson. Destijds werd de film in Nederland uitgebracht onder de titel De gevangene van Mandorra.

## Verhaal
Kapitein Carlos Delargo is de zoon van de prinses van Mandorra. Hij werd ooit verbannen, maar hij moet terugkeren, omdat hij verdacht wordt van moord. Koning Lorenzo sterft bij een aanslag, die door huurmoordenaars wordt gepleegd in opdracht van Napoleon. Als gevolg daarvan wordt Delargo tijdelijk koning.

## Rolverdeling
| Acteur           | Personage                                |
| ---------------- | ---------------------------------------- |
| Anthony Dexter   | Kapitein Carlos Delargo / Koning Lorenzo |
| Jody Lawrance    | Prinses Teresa                           |
| Gale Robbins     | Gravin Flora                             |
| Anthony Quinn    | Prins Ramón                              |
| Carl Benton Reid | Premier Triano                           |
| Ron Randell      | Kapitein Ruiz                            |
| Fay Roope        | Monseigneur De Laforce                   |
| Carleton Young   | Carnot                                   |
| Ian MacDonald    | Majoor Schrock                           |
| Lester Matthews  | Dokter Lopez                             |
| Barbara Brown    | Barones Isabella                         |
| Walter Kingsford | Sultan van Marokko                       |
| Donald Randolph  | Don Felipe Castro                        |
| Mari Blanchard   | Doña Dolores Castro                      |
| Holmes Herbert   | Aartsbisschop                            |